# 7041 Нантакет
7041 Нантакет (7041 Nantucket) — астероїд головного поясу, відкритий 24 вересня 1960 року.
Тіссеранів параметр щодо Юпітера — 3,614.